# Aleurona
L'aleurona, del grec aleuron - farina, és una proteïna present a la grana de tubercles i llavors madures de les plantes. Aquest terme també es fa servir per a la capa cel·lular més exterior de l'endosperma, la capa d'aleurona. Les aleurones morfològicament poden ser homogènies i heterogènies. Les aleurones homogènies consten de cossos proteics similars (per exemple la mongeta Phaseolus vulgaris) mentre que les aleurones heterogènies consten de grànuls de diferents formes i tipus de proteïnes cobertes amb una membrana (per exemple el ricí, Ricinus communis).

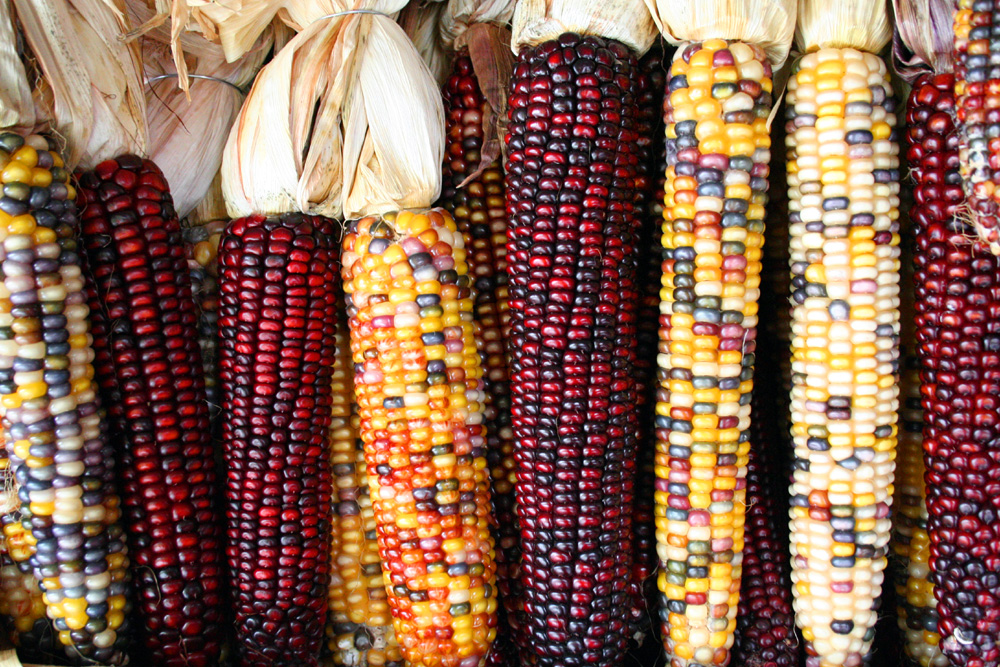
Els blats de moro de diferents colors tenen alguns dels seus pigments en la capa d'aleurona.

La capa d'aleurona envolta el teixit de l'endosperma de les herbes poàcies. En molts cereals cultivats (espècies de blat, sègol, civada, arròs i moresc) és una capa única però en l'ordi té una capa pluricel·lular d'aleurona. En els cereals amb un endosperma de midó, l'aleurona conté un 30% de les proteïnes de la llavor. En el moresc multicolor els pigments antocians de la capa d'aleurona proporcionen a les llavors colors foscos, blavosos i negres entre d'altres.
Durant la germinació de la llavor, l'embrió de la planta produeix la fitohormona giberel·lina que activa les cèl·lules d'aleurona per alliberar amilasa per la hidròlisi del midó i emmagatzemar proteïnes en l'endosperma. La degradació del midó de l'endosperma proporciona sucres per dirigir el creixement d'arrels i el desenvolupament de l'embrió. La fitohormona àcid abscíssic inhibeix aquest efecte i manté la llavor en dormància.
L'efecte de la giberel·lina sobre l'aleurona es fa servir en la fabricació de cervesa, específicament en la producció de la malta d'ordi on el tractament assegura la germinació regular de les llavors d'ordi.